# Arabitol
Arabitol of arabinitol is een polyol, meer bepaald een pentol: de verbinding heeft vijf alcoholgroepen op vijf koolstofatomen, één groep per koolstofatoom. Het heeft dezelfde chemische formule als xylitol en ribitol, C5H12O5.
Er zijn twee stereoisomeren van arabitol, D- en L-arabitol. Het CAS- en EINECS-nummer hiernaast geldt voor beide isomeren. D-Arabitol op zich heeft CAS-nummer 488-82-4 en EINECS-nummer 207-686-2. L-Arabitol heeft CAS-nummer 7643-75-6 en EINECS-nummer 231-582-6.
D-arabitol komt in de natuur voor in korstmossen en sommige paddenstoelen. Het is een wit poeder, oplosbaar in water. Het is een zoetstof, minder zoet dan sucrose. Het wordt praktisch niet afgebroken in het menselijk lichaam, zodat de calorische waarde van arabitol vrijwel nul is.
Arabitol kan bekomen worden door de reductie van arabinose. D-arabitol zelf wordt ook gebruikt om de suikervervanger xylitol te produceren via een isomerisatiereactie of door biologische omzetting door de bacterie Gluconobacter oxydans.
De schimmel Candida albicans produceert veel D-arabitol, zowel in schimmelculturen als in geïnfecteerde dieren en mensen. Een verhoogde verhouding D-arabitol/L-arabitol in de urine zou gebruikt kunnen worden om deze schimmelinfectie (candidiasis) op te sporen.